# Hampshire County (West Virginia)
 For alternative betydninger, se Hampshire County. (Se også artikler, som begynder med Hampshire County)
Hampshire County er et amt placeret i West Virginia, USA. Dets hovedstad er Romney, den ældste by i West Virginia (fra 1762). Hampshire County blev skabt af Virginia General Assembly d. 13. december 1753. Amtet blev oprettet på baggrund af amterne Frederick og Augusta i kolonien (og den senere delstat) Virginia. 
39°19′N 78°37′V / 39.31°N 78.61°V